# Rijekas stadsvapen
Rijekas stadsvapen (kroatiska: Grb grada Rijeke) är den kroatiska staden Rijekas heraldiska vapen. Tillsammans med stadsflaggan utgör den stadens främsta visuella symbol. 

## Historik
Rijekas nuvarande stadsvapen antogs officiellt den 26 september 1998 och är en kontroversiell variant av stadens historiska stadsvapen. Det historiska stadsvapnet tilldelades staden på förfrågan av Rijekaborna av den tysk-romerske kejsaren och kroatiske kungen Leopold I den 6 juni 1659. Dessförinnan representerades Rijeka av ett stadsvapen med en avbildning av stadens skyddshelgon sankt Vitus. Detta tidigare vapen är Rijekas äldsta kända stadsvapen.
Rijekas historiska stadsvapen som tilldelades staden av kejsar Leopold I ser ut som det nuvarande stadsvapnet men har därtill en österrikisk kejserlig krona och i underkant den latinska devisen "INDEFICIENTER" med betydelsen 'outtömlig'. Devisen anspelar på den rika förekomsten av källvatten i Rijeka-området och symboliseras på vapnet av ett outtömligt krus med forsande vatten.    
Den 26 mars 1998 antog Rijekas stadsfullmäktige beslut om att återinföra Rijekas historiska stadsvapen och stadsflagga. Beslutet skickades på remiss till kroatiska förvaltningsdepartementet som är den myndighet i landet som ansvarar för länens, städernas och kommunernas heraldik. Myndigheten avslog dock beslutet varpå stadsfullmäktige i september samma år som en kompromiss istället antog en modifierad variant av det historiska stadsvapnet. Den modifierade varianten saknar den ursprungliga kejserliga kronan och devisen.
Rijekas speciella status som corpus separatum inom habsburgska monarkin och sedermera Österrike och Österrike-Ungern innebär att det karaktäristiska stadsvapnet med dubbelörn och krus vanligtvis finns avbildat på och ingår i de heraldiska riksvapen som användes av monarkin. Efter Österrike-Ungerns upplösning år 1918 och den italienske fascisten Gabriele D'Annunzios maktövertagande i Rijeka år 1919 användes kortvarigt en variant av stadsvapnet med en enhövdad örn. Det italienska fascistiska styret uppfattade nämligen dubbelörnen som en symbol för österrikarna medan en enhövdad örn ansågs representera romarna. Åren 1967–1998, under det kommunistiska jugoslaviska styret samt ytterligare några år efter Kroatiens frigörelse år 1991, användes ett stadsvapen med ett stiliserat krus med forsande vatten. Detta vapen saknade i övrigt helt attributen (krona, dubbelörn, devis) från det historiska vapnet som ansågs representera ett förgånget klassamhälle.    

## Beskrivning
Rijekas stadsvapen består av en oval röd sköld. Centralt på skölden finns en svart dubbelörn med uträckta vingar. Dess båda huvuden tittar åt heraldisk vänster. Örnen har en gyllene (gul) näbb och klor och dess båda huvuden en uträckt röd tunga vardera. Dubbelörnen vilar sin högra klo mot en klippa och med vänster klo greppar den om ett krus. Ur kruset forsar vatten.

## Varianter av Rijekas stadsvapen

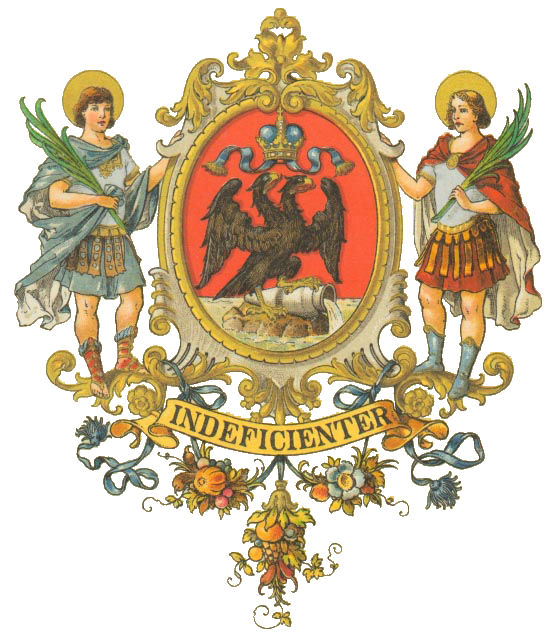
Rijekas stadsvapen under den österrikisk-ungerska perioden.
Rijekas stadsvapen i Ungerns kungliga vapen (1896–1915).
Den kortlivade Fristaten Fiumes statsvapen.
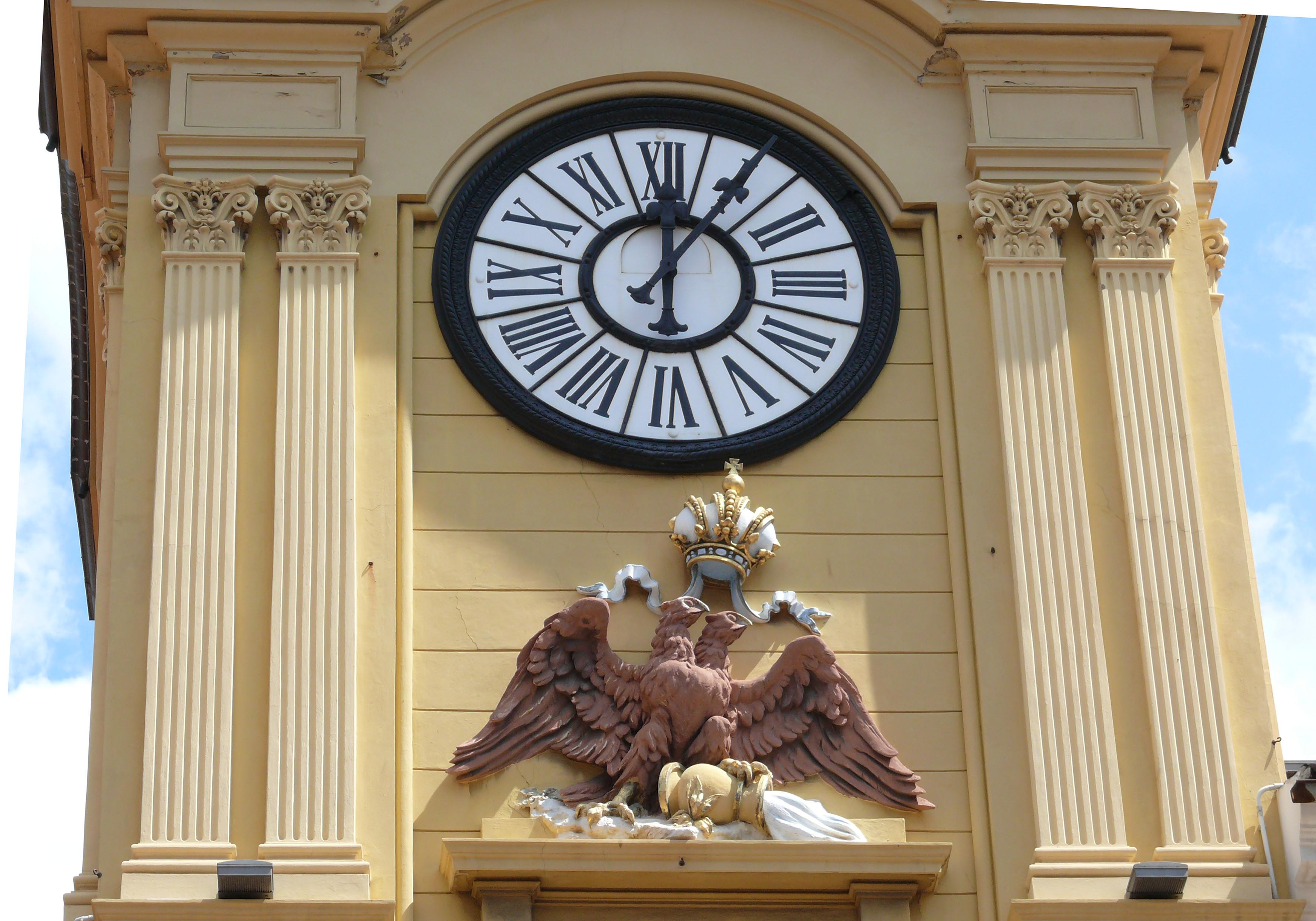
Rijekas historiska stadsvapen som relief på Stadstornet.